# Bergrothomyia tregellasi
Bergrothomyia tregellasi är en tvåvingeart som beskrevs av Alexander 1931. Bergrothomyia tregellasi ingår i släktet Bergrothomyia och familjen småharkrankar. Inga underarter finns listade i Catalogue of Life.